# 枡病院
枡病院（ますびょういん）は、福島県二本松市本町（もとまち）久保町坂にある医療機関である。医療法人辰星会が運営を行っている。関連病院は福島県二本松市住吉国道4号沿いにある枡記念病院。
近辺には二本松市歴史資料館、二本松市立二本松図書館が建ち並ぶ。

## 沿革
- 1950年（昭和25年） - 二本松市松岡に「枡外科医院」を開業（院長 枡 孔助）[1]
- 1953年（昭和28年） - 二本松市本町1丁目35番地に移転
- 1968年（昭和43年） - 二本松市本町1丁目103番地に「枡外科病院」を開設
- 1973年（昭和48年） - 「医療法人 枡病院」に改組、初代理事長に 枡 孔助が就任
- 1980年（昭和55年） - 新病棟を増築（病床数134床）
- 1984年（昭和59年） - 歯科部門開設
- 1986年（昭和61年） - 枡 孔助が理事長・院長を退任し、枡 一彦が理事長・院長に就任
- 1986年（昭和61年） - 病棟一部改築の上、増床（病床数150床）
- 1988年（昭和63年） - 法人名を「医療法人 辰星会」に変更、二本松市住吉に 枡記念病院 開設
- 1989年（平成元年） - 枡記念病院敷地内に辰星会職員宿舎完成
- 1990年（平成 2年） - 枡記念病院敷地内に保育所完成し、24時間保育開始
- 1996年（平成 8年） - おおぞら訪問看護ステーション開設
- 1999年（平成11年） - 枡記念病院敷地内に介護老人保健施設「やまびこ苑」を 開設
- 2000年（平成12年） - 辰星会居宅介護支援事業所を開設
- 2002年（平成14年） - 枡病院 院長に 猪狩 俊が就任
- 2005年（平成17年） - 関連施設 社会福祉法人 恒星会 特別養護老人ホーム「うつくしの丘」オープン
- 2006年（平成18年） - 次世代育成支援企業認証制度による「仕事と生活の調和」推進企業認定
- 2013年（平成25年） - 枡病院 新築オープン（Ⅰ期工事完成）、福島県ワークライフバランス大賞男女共同参画大賞受賞
- 2014年（平成26年） - 枡病院 新築工事竣工（Ⅱ期工事完成　病床数109床）、厚生労働省「子育てサポート企業」認定、くるみんマーク取得
- 2020年（令和 2年） - 枡 一彦が理事長を退任し、枡 卓史が理事長に就任

## 診療科目
| - 内科 - 消化器内科 - 外科 - 整形外科 - 循環器科 - 呼吸器科 - リウマチ科 - アレルギー科 - 肛門科 - リハビリテーション科 - 歯科 |

## 関連施設
- 枡記念病院[2]
- やまびこ苑[3]
- 特別養護老人ホーム うつくしの丘[4]
- 地域療養事業部[5]
- 本町通所リハビリセンター

## 認定・指定
- 保険医療機関
- 労災保険指定医療機関
- 緊急輪番指定病院
- 日本リウマチ学会認定教育施設
- 日本アレルギー学会認定準教育施設

## 交通アクセス
- 二本松駅前より徒歩6分。福島交通二本松駅入り口バス停（福島県道129号二本松安達線沿い）より徒歩4分。
- 二本松市巡回無料送迎バスあり[6]